# 北京市人民检察院第四分院
北京市人民检察院第四分院，位于北京市丰台区双林东路1号院，是北京市人民检察院的派出机构之一，是北京市的跨行政区划检察机关，也是中华人民共和国第二家跨行政区划的人民检察院（第一家为上海市人民检察院第三分院）。
北京市人民检察院北京铁路运输分院是中华人民共和国的省级人民检察院铁路运输分院之一。本院加挂北京市人民检察院第四分院牌子。

## 沿革
北京铁路检察系统创立时间很早。1953年5月，全国第二次司法工作会议决定效仿苏联，在工矿区、铁路沿线、水运沿线设立专门法院和专门检察署。1953年10月16日，天津铁路沿线专门法院、天津铁路沿线专门检察署成立，这是全国首例。1954年3月北京铁路沿线专门检察署成立，这标志着北京铁路检察系统的诞生。1954年9月第一届全国人大第一次会议通过了《检察院组织法》第一条明确了专门检察院的法律地位。1956年初，形成了三级铁路检察机关：最高人民检察院铁路运输院、15个铁路局设铁路运输检察院，50个铁路分局设铁路运输检察分院。1957年，全国的铁路运输检察机关名存实亡。1975年9月底，全国铁路运输检察院（以及铁路法院）全部完成撤销。
1979年第五届全国人大第二次会议修正通过了《人民检察院组织法》第二条第四款设立铁路运输检察院。1980年4月成立“全国铁路运输检察院筹备组”。1981年1月，全国铁路运输检察院北京分院正式成立。1981年9月29日，第五届全国人大常委会第20次会议批准任命蔺子安为全国铁路运输检察院检察长，袁恭稳为副检察长。1982年5月全国铁路运输检察院及20家分院正式开始办案。各铁路分局设立基层铁路运输检察院，共64家。当时的北京铁路运输检察院位于北京市朝阳区双花园44号。1987年4月15日，最高人民法院、最高人民检察院联合发文，撤销铁路运输高级法院、全国铁路运输检察院，铁路运输中级法院和全国铁路运输检察院分院的工作改由所在省一级法院、检察院领导，但是铁路基层两院同铁路运输中级法院、检察分院间的业务关系不变。最高检设铁路运输检察厅，指导工作。1987年全国铁路运输检察院北京分院更名为北京市人民检察院北京铁路运输分院，受北京市人民检察院和北京铁路局双重领导。
2012年3月22日，依照中央司法体制和工作机制改革总体部署，北京市人民检察院北京铁路运输分院正式移交北京市人民检察院进行属地管理。这标志着北京市人民检察院北京铁路运输分院同铁路运输企业分离，纳入国家司法管理体系。移交后的北京市人民检察院北京铁路运输分院为北京市人民检察院的派出机构。
2014年10月，中共十八届四中全会通过《中共中央关于全面推进依法治国若干重大问题的决定》，提出“探索设立跨行政区划的人民法院和人民检察院，办理跨地区案件。”
2014年12月2日，中央全面深化改革领导小组第七次会议审议通过《设立跨行政区划人民法院、人民检察院试点方案》，确定在北京市、上海市设立跨行政区划中级人民法院、市人民检察分院。
2014年12月30日，根据中央机构编制委员会办公室和最高人民检察院相关批复设立北京市人民检察院第四分院，同日开始履职。北京市人民检察院第四分院的办公地址是北京市石景山区石景山路12号。新设立的北京市人民检察院第四分院，系在北京市人民检察院北京铁路运输分院加挂牌子。与该院同日履职的还有北京市第四中级人民法院。2018年7月，机关迁至丰台区双林东路1号院3号楼。

## 管辖
2014年12月30日，北京市人民检察院关于北京市人民检察院第四分院履职的公告称：

二、根据《中华人民共和国刑事诉讼法》、《中华人民共和国民事诉讼法》、《中华人民共和国行政诉讼法》的规定，指定北京市人民检察院第四分院依法管辖下列案件：
- （一）北京市第四中级人民法院管辖的行政诉讼监督案件。
- （二）北京市第四中级人民法院管辖的跨地区重大民商事监督案件。
- （三）北京知识产权法院管辖的知识产权类诉讼监督案件。
- （四）北京市人民检察院指定管辖的跨地区重大职务犯罪案件及关联案件。
- （五）应由中级人民法院管辖的环境资源保护和食品药品安全刑事一审案件，以及北京市人民检察院指定管辖的其他跨地区重大环境资源保护和重大食品药品安全刑事一审案件。
- （六）应由中级人民法院管辖的发生在民航、公交、水运领域并由其所属公安机关侦查的刑事一审案件。
- （七）海关所属公安机关侦查的刑事一审案件。
- （八）北京市人民检察院指定管辖的其他重大案件。

仍管辖涉铁路运输案件，业务领导关系和诉讼体系保持不变。
三、北京市人民检察院第一、第二、第三分院自2014年12月30日起，不再受理第二条第（三）、（五）、（六）、（七）项规定的案件。

## 历任检察长
北京市人民检察院北京铁路运输分院检察长
- 高二江（2011年7月22日－2013年7月26日）[10][11]（自此以下均为北京市人民代表大会常务委员会任命）
- 张家贞（2013年7月26日－2014年12月25日）[11][12]

北京市人民检察院第四分院（北京市人民检察院铁路运输分院）检察长
- 张幸民（2014年12月25日－）[12]

## 知名案例
- 雷洋事件

## 所领导的基层铁路运输检察院
- 北京铁路运输检察院
- 天津铁路运输检察院
- 石家庄铁路运输检察院